# アーマンド・ベイコット
- アルマンド・ベイコット

アーマンド・リンウッド・ベイコット・ジュニア（Armando Linwood Bacot Jr., 2000年3月6日 - ）は、アメリカ合衆国バージニア州リッチモンド出身のプロバスケットボール選手。NBAGリーグのメンフィス・ハッスルに所属している。ポジションはセンターまたはパワーフォワード。

## 経歴

### ハイスクール
高校4年目のシーズンはIMGアカデミーに転校して平均12.4得点・7.7リバウンド・1.8ブロックを記録。マクドナルド・オール・アメリカンとジョーダン・ブランド・クラシックに選出された。

### リクルート
ESPNとライバルズからは5つ星評価、247スポーツからは4つ星評価された。
2018年5月16日にノースカロライナ大学へのコミットを発表した。他にはデューク大学、カンザス大学、オクラホマ州立大学、バージニア大学、バージニア・コモンウェルス大学からオファーを受けていた。
| 氏名 | 出身                                                                                | 高校 / 大学   | 身長                | 体重            | コミット日    |
| --- | ----------------------------------------------------------------------------------- | ------------- | ------------------- | --------------- | ------------- |
| アーマンド・ベイコット C | リッチモンド                                                                        | IMGアカデミー | 6 ft 10 in (2.08 m) | 230 lb (100 kg) | 2018年8月16日 |
| アーマンド・ベイコット C | リクルート スターレーティング: Scout: N/A Rivals: 247Sports: ESPN: ESPNグレード: 94 |               |                     |                 |               |
| 全リクルート順位: Rivals: 27 247Sports: 34 ESPN: 18 |                                                                                     |               |                     |                 |               |
| - 注意: 多くの場合、Scout、Rivals、247Sports、ESPNの間で身長、体重が一致しない可能性がある。 - これらの場合、平均をとっている。ESPNグレードは100ポイントスケールに基づいている。 出典: - “North Carolina 2019 Basketball Commitments”. Rivals.com. 2024年2月12日閲覧。 - “2019 North Carolina Tar Heels Recruiting Class”. ESPN.com. 2024年2月12日閲覧。 - “2019 Team Ranking”. Rivals.com. 2024年2月12日閲覧。 |                                                                                     |               |                     |                 |               |

### カレッジ

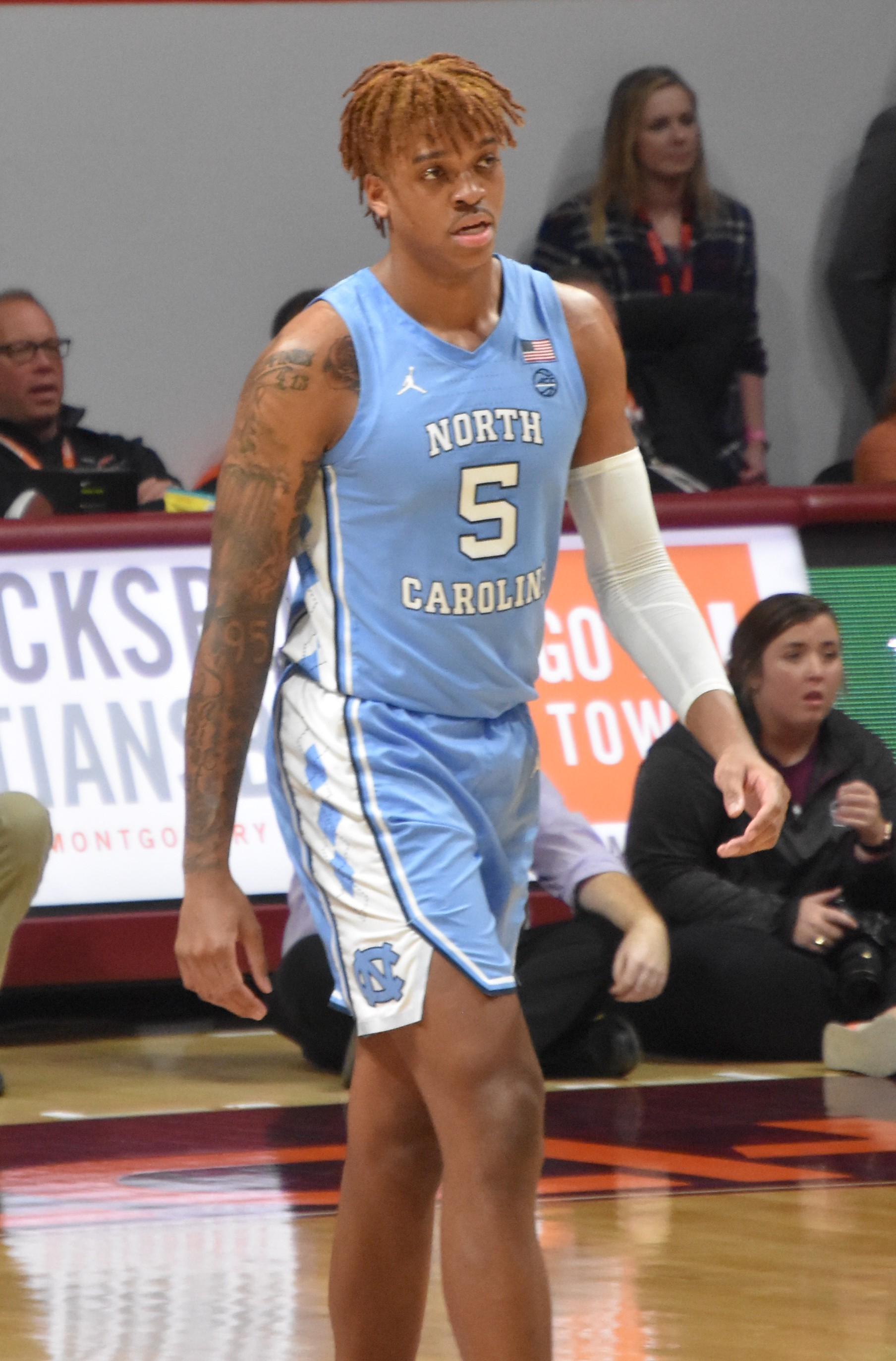
ノースカロライナ大学でのベイコット
(2020年)

1年目の2019-20シーズン、2019年11月29日のオレゴン大学戦で23得点、12リバウンド、シーズンハイの6ブロックを記録した。12月4日のオハイオ州立大学戦で左足首を痛め、数試合を欠場すると予想されていたが、次の試合から復帰した。このシーズンは平均9.6得点・8.3リバウンドを記録した。また、ノースカロライナ大学の1年生では歴代2位となるシーズン11回のダブル・ダブルを記録した。
2020-21シーズンは平均12.3得点・7.8リバウンドを記録し、オールACCサードチームに選出された。シーズン終了後、2021年のNBAドラフトにアーリーエントリーしたが、後に撤回して大学に残った。
2021-22シーズンからチームのキャプテンに指名された。2022年1月8日のバージニア大学戦でキャリアハイとなる29得点、21リバウンドを記録した。3月10日のバージニア大学戦でシーズン24回目のダブル・ダブルを記録し、ノースカロライナ大学の選手によるシーズン最多ダブル・ダブルの記録を更新した。27日のセントピーターズ大学戦でティム・ダンカンに並びACCタイ記録となるシーズン29回目のダブル・ダブルを記録し、同時にダンカンが保持していたACCのシーズン最多リバウンド記録（457）を更新した。シーズン全体で平均16.3得点・13.1リバウンド・1.7ブロックを記録し、オールACCファーストチームに選出された。NCAAトーナメントでは全6試合でダブル・ダブルを記録し、チームの準優勝に貢献した。シーズン終了後、2022年のNBAドラフトにはアーリーエントリーせず、残留することを発表した。
2022-23シーズンは前年NCAAトーナメントで準優勝した際の主力が自身を含めて全員残留したことから期待は高く、ノースカロライナ大学はAP通信による開幕前のチームランキングにて1位の評価を受けた。2023年1月20日のノースカロライナ州立大学戦にて、ノースカロライナ大学の選手による通算リバウンド数でタイラー・ハンズブローを、通算のダブル・ダブル回数でビリー・カニンガムを抜き、いずれも歴代1位に浮上した。また、3月4日のデューク大学戦では、大学通算得点でマイケル・ジョーダンを抜いて歴代14位に浮上した。このシーズンは平均15.9得点・10.9リバウンド・1.0ブロックを記録し、オールアメリカンサードチームと2年連続でのオールACCファーストチームに選出された。しかし、チームは開幕前の期待とは裏腹に前年から成績を落とし、NCAAトーナメント出場を逃した。シーズン終了後、新型コロナウイルス流行による特例措置を利用して、もう1年大学でプレーすることを発表した。
2023-24シーズン、2024年1月2日のピッツバーグ大学戦で大学通算2,000得点に到達。ノースカロライナ大学の選手としては史上3人目となる「通算2,000得点・1,000リバウンド」を達成した。

### メンフィス・ハッスル
2024年のNBAドラフトでは指名がなく、ドラフト後にユタ・ジャズの一員としてサマーリーグに参加した。その後、2024年9月6日にメンフィス・グリズリーズとエグジビット10契約を結んだが、10月14日に解雇され、NBAGリーグのメンフィス・ハッスルへ送られた。

## 代表歴
2018年のFIBA U18 アメリカ選手権にアメリカ代表で出場し、平均7.8得点・5.0リバウンドを記録して優勝に貢献した。

## 人物
2023年にNetflixで配信されたドラマ「アウターバンクス」のシーズン3、第8話にカメオ出演している。

## 個人成績

### カレッジ
| シーズン | チーム | GP  | GS  | MPG  | FG%  | 3P%  | FT%  | RPG  | APG | SPG | BPG | PPG  |
| -------- | ------ | --- | --- | ---- | ---- | ---- | ---- | ---- | --- | --- | --- | ---- |
| 2019–20  | UNC    | 32  | 32  | 24.5 | .469 | –    | .645 | 8.3  | 1.2 | .5  | 1.1 | 9.6  |
| 2020–21  | UNC    | 29  | 28  | 22.7 | .628 | .000 | .661 | 7.8  | .8  | .7  | .9  | 12.3 |
| 2021–22  | UNC    | 39  | 39  | 31.6 | .569 | .125 | .670 | 13.1 | 1.5 | .8  | 1.7 | 16.3 |
| 2022–23  | UNC    | 32  | 32  | 30.3 | .554 | .000 | .665 | 10.4 | 1.4 | .6  | 1.0 | 15.9 |
| 2023–24  | UNC    | 37  | 37  | 30.3 | .540 | .400 | .781 | 10.3 | 1.5 | .6  | 1.5 | 14.5 |
| 通算     | 通算   | 169 | 168 | 28.2 | .552 | .200 | .688 | 10.1 | 1.3 | .6  | 1.3 | 13.9 |